# Martin Farrugia
Martin Farrugia (* 13. November 1958) ist ein maltesischer Badmintonspieler. 

## Karriere
Martin Farrugia gewann von 1977 bis 1989 auf Malta 15 nationale Titel bei den Junioren und bei den Erwachsenen. 1991 und 1993 nahm er an den Badminton-Weltmeisterschaften teil.

## Sportliche Erfolge
| Saison | Veranstaltung                  | Disziplin    | Platz | Name                                |
| ------ | ------------------------------ | ------------ | ----- | ----------------------------------- |
| 1977   | Malta: Juniorenmeisterschaften | Herreneinzel | 1     | Martin Farrugia                     |
| 1977   | Malta: Juniorenmeisterschaften | Herrendoppel | 1     | A. Amato / Martin Farrugia          |
| 1982   | Malta: Einzelmeisterschaften   | Herrendoppel | 1     | Godwin Grech / Martin Farrugia      |
| 1983   | Malta: Einzelmeisterschaften   | Herrendoppel | 1     | Godwin Grech / Martin Farrugia      |
| 1983   | Malta: Einzelmeisterschaften   | Mixed        | 1     | Martin Farrugia / Joyce Abdilla     |
| 1985   | Malta: Einzelmeisterschaften   | Herrendoppel | 1     | Martin Farrugia / John Massa        |
| 1985   | Malta: Einzelmeisterschaften   | Herreneinzel | 1     | Martin Farrugia                     |
| 1985   | Malta: Einzelmeisterschaften   | Mixed        | 1     | Martin Farrugia / Marcelle Micallef |
| 1986   | Malta: Einzelmeisterschaften   | Mixed        | 1     | Martin Farrugia / Marcelle Micallef |
| 1986   | Malta: Einzelmeisterschaften   | Herrendoppel | 1     | Martin Farrugia / Anthony Xuereb    |
| 1987   | Malta: Einzelmeisterschaften   | Herreneinzel | 1     | Martin Farrugia                     |
| 1987   | Malta: Einzelmeisterschaften   | Mixed        | 1     | Martin Farrugia / Anna Galea        |
| 1987   | Malta: Einzelmeisterschaften   | Herrendoppel | 1     | Martin Farrugia / Anthony Xuereb    |
| 1988   | Malta: Einzelmeisterschaften   | Herrendoppel | 1     | Martin Farrugia / Anthony Xuereb    |
| 1989   | Malta: Einzelmeisterschaften   | Herrendoppel | 1     | Martin Farrugia / Anthony Xuereb    |
| 1991   | Weltmeisterschaft              | Herrendoppel | 33    | David Cole / Martin Farrugia        |